# George Frank Elliott
George Frank Elliott (sinh ngày 30 tháng 11 năm 1846 mất ngày 4 tháng 11 năm 1931) là thiếu tướng binh chủng thủy quân lục chiến Hoa Kỳ. Ông là Tham mưu trưởng Thủy quân lục chiến Hoa Kỳ thứ 10.

### Tư liệu
- "Major General George F. Elliott, USMC". Who's Who in Marine Corps History. History Division, United States Marine Corps. Bản gốc lưu trữ ngày 5 tháng 2 năm 2012. Truy cập ngày 30 tháng 3 năm 2007.
- Allan Reed Millett and Jack Shulimson, biên tập (2004). Commandants of the Marine Corps. Annapolis, Maryland: Naval Institute Press. tr. 146–162. ISBN 978-0-87021-012-9.